# Dewiacja pierwotna
Dewiacja pierwotna – w koncepcji stygmatyzacji akt dewiacyjny naruszający normę społeczną popełniony po raz pierwszy. W niektórych przypadkach może prowadzić pod wpływem kontroli społecznej oraz wymierzonych sankcji do kariery dewiacyjnej, odrzucenia jednostki, jej kontrsocjalizacji, wzrostu oczekiwań, że będzie zachowywała się jak dewiant i w rezultacie przyjęcie nowej tożsamości dewianta.
Według Edwina Lemerta zachowania dewiacyjne są dość powszechne. Jeżeli nie nastąpi „normalizacja” takich czynów, nastąpić może etykietowanie i przejście do dewiacji wtórnej, przy czym normalizacja nie dotyczy odejścia od czynów dewiacyjnych, a akceptowanie jednostki i rezygnacja z jej naznaczania jako dewianta.